# 10462 Saxogrammaticus
10462 Saxogrammaticus eller 1979 KM är en asteroid i huvudbältet som upptäcktes den 19 maj 1979 av den danske astronomen Richard West vid La Silla-observatoriet. Den är uppkallad efter Saxo Grammaticus.